# Ernest Bevin
Pour les articles homonymes, voir Bevin.
 (juin 2017).
Si vous disposez d'ouvrages ou d'articles de référence ou si vous connaissez des sites web de qualité traitant du thème abordé ici, merci de compléter l'article en donnant les références utiles à sa vérifiabilité et en les liant à la section « Notes et références ».
Ernest Bevin (9 mars 1881- 14 avril 1951) est un homme politique britannique membre du Parti travailliste.

## Biographie
Il était prédicateur laïc baptiste.
D’origine sociale modeste, il s’engage très tôt dans la lutte pour les droits des ouvriers. De 1922 à 1940, il est secrétaire général du syndicat général des travailleurs du transport.
En 1940, Winston Churchill le nomme ministre du Travail. La même année, il entre au Conseil privé du Roi (Privy Council) et devient membre de la Chambre des communes. En 1945, après la victoire travailliste, Clement Attlee le nomme secrétaire aux Affaires étrangères. Il représente son pays à la conférence de Potsdam.
Profondément anticommuniste, il contribue à faire accepter le plan Marshall, joue un rôle important dans la création de l’OTAN, dans la décision britannique de développer son armement nucléaire et dans la politique d’endiguement de l'ennemi soviétique. Il est à l'origine de la création en 1948 de la cellule secrète de propagande antisoviétique du ministère des Affaires étrangères, l'Information Research Department (IRD) ou Département de recherche et d’investigation, liée au MI6. Cette cellule participe notamment à l'élaboration des opérations du projet Valuable mené contre l'Albanie communiste de Enver Hoxha en 1949-51. L'IRD est dissous en 1977.
Il tenta durant son ministère de s'opposer à la création de l'État d'Israël. Il fut à l'origine de la Commission d'enquête anglo-américaine de 1946, dont la 3e recommandation était que « la Palestine ne soit ni un État juif ni un État arabe ». L'affaire de l'Exodus fut sous sa responsabilité.
Sous son autorité fut créé le British Middle East Office (BMEA) ou Bureau britannique pour le Moyen-Orient. Ce service, implanté au Caire, est chargé de défendre les intérêts britanniques dans la région et de fournir des renseignements et des conseils au Commandement en chef du Moyen-Orient.
Il fut l'un des signataires des traités de Dunkerque (en 1947) et de Bruxelles (en 1948).
Bevin est anobli en 1950 (Knight Bachelor’s Badge, appellation Sir). En mauvaise santé, il démissionne en mars 1951 et meurt le 14 avril. Son épouse Florence est décédée en 1968.